# 암낫짜른주
암낫짜른주(태국어: อำนาจเจริญ)는 태국 북동부의 주(창왓)이다. 이웃한 주는 남쪽부터 시계 방향으로 우본랏차타니 주, 야소톤 주, 묵다한 주이다. 동쪽은 라오스의 살라완 주와 접한다.

## 지리
주는 메콩강의 계곡에 위치한다. 강을 따라 나있는 긴 보도를 통해 풍경을 즐길 수 있다. 2월부터 5월까지의 건기에는 메콩 강의 수위가 낮아져 강의 섬을 볼 수 있다. 그러한 섬 중 유명한 것으로 차누만 군 근처의 시솜분 촌의 깽땅랑과 차누만 군에서 남쪽으로 30km 떨어진 반힌칸에 있는 깽힌칸이 있다. 주의 다른 두 강으로 람새복과 람새바이가 있다.
푸사독부아 국립공원이 암낫짜른 주에 부분적으로 위치한다.

## 역사
암낫짜른은 라마 3세의 치세 때 도시의 지위를 얻었다. 처음에는 나콘케마랏의 관할이었으나 이후 우본랏차타니의 관할이 되었다. 1993년 1월 12일에 우본랏차타니 주로부터 분리되어 독립된 주가 되었다. 그래서 농부아람푸 주, 사깨오 주와 함께 태국에서 가장 최근에 만들어진 주의 하나이다.

## 행정 구역
암낫짜른주에는 7개의 암프(군)와 더 세부 행정구역인 56개의 땀본 그리고 653개의 무반 (행정 구역)이 있다.
| 1. 므앙암낫짜른군 2. 차누만군 3. 빠툼랏차웡사군 4. 파나군 | 1. 세낭카니콤군 2. 후아따판군 3. 루에암낫군 |